# Callicarpa gibaroana
Callicarpa gibaroana là một loài thực vật có hoa trong họ Hoa môi. Loài này được Baro & P.Herrera mô tả khoa học đầu tiên năm 1994.